# Einar Jönnick
Nils Einar Jönnick, född den 26 september 1891 i Karlsborg, död den 3 maj 1969 i Stockholm, var en svensk militär.
Jönnick avlade studentexamen i Göteborg 1909. Han blev underlöjtnant vid Hallands regemente 1911, löjtnant där 1916 och vid intendenturkåren 1917, kapten där 1920. Jönnick var regementsintendent vid Kronprinsens husarregemente 1917, vid Norrbottens regemente 1920 och vid Svea ingenjörkår 1930. Han tjänstgjorde vid försvarsministeriet i Finland 1926–1928 och var chef för Första intendenturkompaniet 1934–1936. Jönnick befordrades till major 1936, till överstelöjtnant 1939 och till överste 1944. Han var fördelningsintendent vid I. arméfördelningen 1939–1942 och chef för arméförvaltningens intendenturavdelnings kasernutredningsbyrå 1942–1951. Jönnick blev riddare av Svärdsorden 1932 och av Vasaorden 1943, kommendör av andra klassen av Svärdsorden 1948 och kommendör av första klassen 1951. Han vilar på Norra begravningsplatsen utanför Stockholm.